# Lourdes Robles
Lourdes Robles (San Juan, 18 de octubre de 1964) es una cantautora y actriz puertorriqueña-estadounidense.

## Trayectoria
Tras su primer sencillo “Las cosas no cambian”, Lourdes lanzó “Apostamos a Ganar” del compositor panameño Yigo Sugasti. 

“Creo que este nuevo trabajo musical deja ver una evolución como artista. Es un sonido de hoy, sin desvirtuar la esencia de lo que hasta hoy se conoce y espera de mí como cantante.” - Lourdes Robles

La carrera de Robles inició a principios de la década de los 80's como integrante del dúo Lourdes y Carlos. Con dos producciones a su haber, se separaron marcando así una etapa importante en su vida musical. Inicialmente la joven ganó notoriedad en el medio artístico como actriz, participando en la televisión en el programa Barrio Cuatro Calles.
Más tarde compartió la pantalla junto a Chayanne en la serie Generaciones. Igualmente incursionó en el teatro en las obras La Ciudad Fantástica, La Brujita sin Escoba, La Mariposa Perdida y Aladino y su Lámpara Maravillosa, entre otras. 
Su primera presentación como concursante fue en el Festival del Sol en Miami en 1985, donde obtuvo el tercer lugar cantando el tema de su autoría, “No Soy Distinta”. En esta competencia compartió escenario con Jon Secada.
Apadrinada por el cantante puertorriqueño Danny Rivera, Lourdes captó la atención de la prensa especializada con el lanzamiento de su primera producción musical, donde sobresalieron canciones como “Tú Llegaste” y “Hasta Ahora”. Posteriormente fue reclutada por la compañía discográfica Sony Records, produciendo seis grabaciones.
En 1989, fue incluida para realizar la campaña contra el consumo de drogas, interpretando Todo Depende de Ti, junto a junto a Glen Monroig, Lucecita Benítez, Ednita Nazario, Yolandita Monge Lunna y Menudo. 
En 1990, con el álbum "Imágenes" obtuvo un Disco de Oro, un premio Apex Golden Real y el primer lugar en los listados de Billboard. Como compositora, obtuvo doble Disco de Oro en 1993, por sus temas “Corazón en Blanco” y “Es Él”. En 1995, formó parte del proyecto discográfico HeyJude: Tributo a los Beatles. En el mismo compartió con figuras como Chayanne, Ricky Martin, Ilan Chester, Yuri, Magneto, Willy Chirino, entre otros. 
En 2000, se une al sello discográfico Polygram, produciendo Cielo de Acuarela, contando con la dirección de Óscar Gómez. En agosto de 2000, lanzó la balada “Lo Odio”, y regresó al teatro musical protagonizando la obra El Mago de Oz en el papel de Dorothy. En 2002, lanzó la producción Sensaciones bajo el sello Latin World y de la mano del productor y compositor Jorge Luis Piloto. En 2004, recibió una estrella en el Paseo de las Estrellas de Panamá, homenaje que recibe de la primera dama del País junto a los artistas Milly Quezada y Luis Enrique. En 2006, debutó como actriz televisiva, protagonizando la película La Carretera junto al actor Osvaldo Ríos con quien además interpretó el tema principal de la misma. En 2007, sacó un álbum de recopilaciones titulado Contradicciones y sus éxitos.
En 2010, publicó el álbum "Es Algo Más", bajo la discográfica G&A Productions, siendo reconocido como uno de los discos más sobresalientes del año por la Fundación Nacional para la Cultura Popular de Puerto Rico. El 26 de octubre de 2011, encarnó a Eva Perón para la adaptación del musical "Evita", realizado en el Teatro de la Universidad de Puerto Rico, bajo la dirección de Édgar García.

## Discografía
- Lourdes Robles (1985)

1. No Soy Distinta
2. Te Quiero Como Amigo
3. Mamá
4. Gracias
5. Hasta Ahora
6. Tú Llegaste
7. Bailando Samba
8. Como Todos los Días

- Tentación (1988)

1. Hoy Yo No Quiero Estar Sola
2. Amor a Tiempo Completo
3. Dime
4. Noche Especial
5. Tentación
6. Estoy Enamorada
7. Vas a Quedarte Solo
8. Como un Milagro

- Noche Tras Noche (1989)

1. Haz una Hoguera
2. Yo No Sabía
3. Nos Quedamos Tú y Yo
4. Noche Tras Noche
5. Vida
6. Corazón en Blanco
7. Párate al Stop
8. Es Una Linda Tarde

- Imágenes (1990)

1. Abrázame Fuerte
2. Es Él
3. Chin Chin (Brindemos Por Nosotros)
4. Gracias a Tu Amor (Dúo con Luis Enrique)
5. Miedo
6. Qué Lástima
7. Dime Cómo Llego a Ti
8. La Nota Ideal
9. Ni Tú Ni Yo

- Definitivamente (1991)

1. Sola
2. A Cara o Cruz
3. Todo Me Habla de Ti
4. Pero Me Acuerdo de Ti
5. Seré Toda Para Ti (I'm Your Baby Tonight)
6. Definitivamente
7. Soñando Contigo
8. Punto de Partida
9. Confío en Ti
10. Concierto Para Dos

- Amaneciendo en Ti (1993)

1. Dónde Se Ha Ido Tu Amor
2. Se Te Nota
3. Amaneciendo en Ti
4. Baila con la Noche (Dancing in the Sunshine)
5. Lo Amo
6. Déjalo Ir Conmigo
7. Busco el Amor
8. Déjame Sentirte
9. Débil del Alma
10. Si Te Vas

- Desde el Principio (1993)

1. Loca
2. Abrázame Fuerte
3. Haz una Hoguera
4. Todo Me Habla de Ti
5. Gracias a Tu Amor
6. Dile
7. Sola
8. Corazón en Blanco
9. Hoy No Quiero Estar Sola
10. Qué Lástima

- Soy Quien Soy (1996)

1. Me Déjare Llevar
2. Bendita Nostalgia
3. Muchacha
4. Yo Te Quiero
5. Ni Tú Ni Nadie
6. Sin Dirección
7. Celos
8. Soy Quien Soy
9. Es Por Ti
10. Desconocida

- Cielo de Acuarela (1998)

1. Así Es Mi Isla
2. Con las Cosas del Querer
3. Mi Jardín
4. Bangalí, Bangalá
5. Candela Pa' los Pies
6. Si Pudieras Amarme
7. Ese Hombre Que Tanto Amo Yo
8. De Qué Color
9. Siempre
10. Guajiro Viejo
11. Pa' los Pesares
12. Tú

- Tuya (2000)

1. Lo Odio
2. Tuya
3. Vete Ya
4. Alguien Como Tú
5. Sola
6. Tu Recuerdo
7. No Puedo
8. Mañana
9. Tómame
10. Si No Estás

- Sensaciones (2002)

1. Ayúdame
2. Que Dios Se Apiade de Mí
3. Lo Daría Todo
4. Boom, Boom
5. Y Entonces
6. Me Trae la Cabeza
7. Cuesta Arriba
8. No Sé Qué Haría Sin Ti
9. No Te Podré Olvidar
10. Muerdo Tu Boca
11. Que Dios Se Apiade de Mí (Versión Salsa)

- Contradicciones y Sus Éxitos (2007)

1. Se Me Pasará
2. Contradicciones
3. No Me Mereces
4. Abrázame Fuerte
5. Miedo
6. Qué Lástima
7. Sola
8. Todo Me Habla de Ti
9. Lo Amo
10. Pero Me Acuerdo de Ti
11. Débil del Alma
12. Amaneciendo en Ti

- Es Algo Más (2010)

1. Como Aquel Viejo Bolero
2. Bendita la Luz
3. Sigo Siendo Reina
4. Me Dediqué a Perderte
5. Algo Más
6. Que Me Des Tú Cariño
7. Me Late
8. Para Tu Amor
9. Yo Puedo Hacer
10. Entre en Mi Vida
11. Te Veo Venir Soledad

- Quizás Fuera Amor (con Braulio) (2011)

1. Quizás Fuera Amor
2. Cenizas
3. Que Me Des Tu Cariño
4. Soy Lo Prohibido
5. Algo Más
6. Poquita Fe
7. Yo Puedo Hacer
8. Voy a Apagar La Luz
9. Me Dediqué a Perderte
10. Un Poco Más

- Las Cosas No Cambian - Single (2012)

1. Las Cosas No Cambian

- Delirio (2013)

1. Cuando Tú Creas
2. Delirio
3. Contigo En La Distancia
4. Alma Mía
5. De Repente
6. Cuenta Conmigo
7. Tú Me Acostumbraste
8. Vete de Mí
9. Cómo Es Posible

- Cómo Se Me Ocurre - Single (2023)

1. Cómo Se Me Ocurre